# Körmendi János (színművész)
Körmendi János (Szeged, 1927. október 21. – Budapest, 2008. január 6.) Kossuth- és Jászai Mari-díjas magyar színművész, író, érdemes és kiváló művész.

## Életpályája
Otthonokban és nevelőszülőknél nevelkedett, majd kitanulta az optikus szakmát. 1945-ben Szegeden végzett színművészeti tanulmányokat. Kazimir Károly hatására jelentkezett színésznek. 1946–1951 között a Színház- és Filmművészeti Főiskola hallgatója volt. 1951–1987 között a Madách Színház tagja volt. Pályája kezdetén sok konfliktusa volt, s többször javasolták számára, hogy keressen magának más pályát. 1958–59-ig nem nagyon kapott szerepeket. Emiatt fontosnak tartotta a kis szerepek megoldását is.
1987–2004 között a Mikroszkóp Színpad tagja volt. Emellett fellépett még a Thália Színházban, a Radnóti Színpadon, a Budapesti Operettszínházban, sőt az operaházban is.
Először 1954-ben filmezett, majd kisebb epizódszerepek után, a Büdösvíz című, Szerb Antal regénye nyomán készült filmben kapott nagyobb szerepet.
Tehetsége főként komikus, szatirikus karakter-, illetve epizódszerepek megformálásában érvényesült. Számtalan bohózatban játszott. A színjátszáson kívül írással is foglalkozott.
2010. október 9-től a Turay Ida Színház állandó „játszási” helyén, az Óbudai Kulturális Központban Körmendi János bérletsorozat indult.

## Magánélete
Felesége dr. Koch Gabriella orvos volt. Utolsó éveiben súlyos cukorbetegséggel küzdött. Veseelégtelensége miatt dialíziskezelésre is szorult.

## Önálló estje
- Körmendi János: Körmendikabaré (Mikroszkóp Színpad)

## Díjai, elismerései
- Jászai Mari-díj (1963)
- Érdemes művész (1978)
- SZOT-díj (1983)
- Kiváló művész (1989)
- A Magyar Köztársasági Érdemrend középkeresztje (1996)
- Köztársasági Elnöki Érdemérem (2003)
- Kossuth-díj (2005)
- Budapest II. kerület díszpolgára (2019) – posztumusz[8]

## Ismertebb bohózatai
- A szecskavágó
- Akit ma elvehetsz
- Az optikus
- Vámvizsgálat

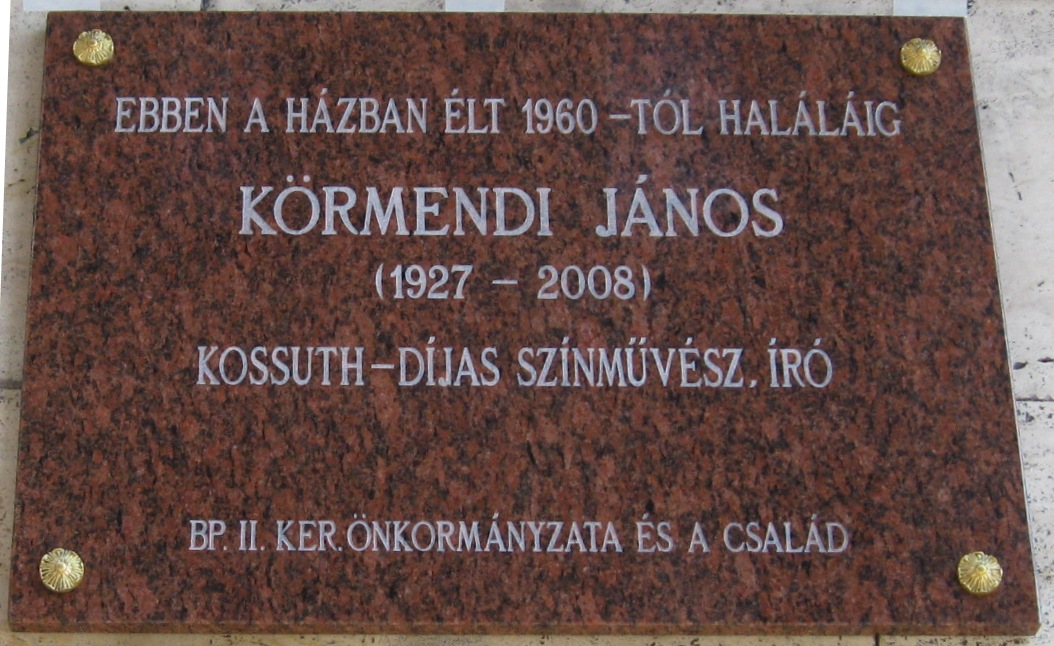
Emléktáblája Budapest II. kerületében, Fő utca 63–65.

- Három nővér paródia (Körmendi, Haumann és Márkus, 1979. szilveszteri műsor)[9]
- A makacs beteg
- Kórház az Expo szélén
- Csillár
- A jelszó

## Színházi szerepei
- Mándi Éva: Hétköznapok hősei... Második munkás
- Sólyom László: Értünk harcoltak... Brand Gyurka
- Gorbatov: Az apák ifjúsága... Antyip
- Romasov: Égő híd... Fjodotov
- Lope de Vega: A hős falu... Barrildo
- Mikszáth Kálmán: A körtvélyesi csíny... Ifj. Brand Károly
- Shakespeare: Rómeó és Júlia... Páris gróf
- Shakespeare: Tévedések vígjátéka... Ephesusi Antipholus
- George Bernard Shaw: Caesar és Cleopatra... Bel Affris
- Pogogyin: A Kreml toronyórája... Üzér
- Nazim Hikmet: Az ünnep első napja... Rusztem
- Móricz Zsigmond: Sári bíró... Gügye
- Molière: Don Juan... Ibolya
- Ifj. Alexandre Dumas: A kaméliás hölgy... Arthur
- Steinbeck: Egerek és emberek... White
- Bertolt Brecht: Courage mama... Öregasszony fia
- Gladkov: Szilveszter... Aljosa
- Gergely Márta: Száz nap házasság... Diós
- Bródy Sándor: A medikus... Technikus
- Szolovjov-Vitkovics: Csendháborító... Haspók
- Molière: Scapin furfangjai... Szilveszter
- Molière: Tudós nők... Tüske
- Vészi Endre: Varju doktor... Kruzsina
- Shakespeare: A vihar... Trinculo
- Anton Csehov: Cseresznyéskert... Jasa; Szimeonov-Piscsik
- Dihovicsnij–Szlobodszkoj: De nehéz a feltámadás... Fikusz Dezső
- Szép Ernő: Vőlegény... Zoli; Pimpi
- Musset: Lorenzaccio... Tebaldeo Freccia
- Sós György: A pék... Feri
- Brecht: A kaukázusi krétakör... Sauva
- Shakespeare: Hamlet... Ostrick
- Ion Luca Caragiale: Farsang... Tollnok
- Gogol: A revizor... Pjotr Ivanovics Bobcsinszkij
- Marsak: A bűvös erdő... Kancellár
- Brecht: Svejk a második világháborúban... Švejk
- Kamondy László: Vád és varázslat... Sanyi
- Georg Büchner: Danton halála... Utcai énekes
- Szolovjov–Vitkovics: Naszreddin kalandjai... Haspók
- Shakespeare: Ahogy tetszik... Próbakő
- Füst Milán: Negyedik Henrik király... Ulrik
- Szerb Antal: Ex... Medina Sidonia
- Mann: Fiorenza... Pulci
- Brecht: Koldusopera... Horgasujjú Jakab
- Müller Péter: Szemenszedett igazság... Koch
- Scarnicci–Tarabusi: Kaviár és lencse... Velluto
- Friedrich Dürrenmatt: A nagy Romulus... Tullius Rotundus
- Ilyés Gyula: Kegyenc... Heraclius
- Peter Shaffer: Black Comedy (Játék a sötétben)... Schuppanzigh
- Karinthy Ferenc: Gőz... Egyik vendég
- Shakespeare: III. Richárd... Lord Hastings
- Lengyel Menyhért: A waterlooi csata... König
- Stoppard: Nagy szimat avagy az igazi mesterdetektív... Hound felügyelő
- Ibsen: Peer Gynt... M. Ballon; Huhu
- Wouk: Zendülés a Caine hajón... dr. Forrest Lundeen orvos-kapitány
- Karinthy Ferenc: Szellemidézés... Zudor
- Polgár András: A szembesítés eredménytelen... Gulyás Kálmán
- Illés Endre: Névtelen levelek... Vajda
- Móricz Zsigmond: A murányi kaland... Rottan báró
- Karinthy Ferenc: Hetvenes évek... Vittorio
- Görgey Gábor: Törököt fogtunk... Jónapot Mihály
- Malraux: A remény... Jiménez
- Kazimir Károly: Petruska... Pap; Pópa
- Németh László: Széchenyi... Görgen főorvos
- Gogol: Holt lelkek... Pljuskin
- Shakespeare: Lóvátett lovagok... Holofernes
- Görgey Gábor: Mikszáth különös házassága... Mikszáth Kálmán
- Simai Kristóf: A szerelemféltők Gyapai Márton, avagy: Feleségfél-tő gyáva lélek... Hédervári uram
- Gyárfás Miklós: Utójáték Euripidészhez... Euripidész
- Polgár András: Kettős helyszín... Kreisz Árpád
- Drzic: Dundo Maroje... Dundo Maroje
- Bereményi Géza: Halmi vagy a tékozló fiú... Első bohóc
- Shakespeare: Sok hűhó semmiért... Lasponya rendőr
- Dürrenmatt: A baleset... Isak Joachim Friedrich Zorn
- Molière: A fösvény... Jakab mester
- Mikszáth Kálmán: A Noszthy fiú esete Tóth Marival... Bubenyik
- Samuel Beckett: Godot-ra várva... Pozzo
- Görgey Gábor: Galopp a vérmezőn... Postás
- Kaposy Miklós: Ami a szerepeimből kimaradt
- Száraz György: Hajnali szép csillag
- Keller Zsuzsa: Csillaglány... Barnabás
- Kálmán Imre: Csárdáskirálynő... Miska
- Kaló Flórián: Gyilkosság a szeretetotthonban... Péter
- George Bernard Shaw: Pygmalion... Doolittle
- Jacques Offenbach: Orfeusz az alvilágban... Styx Janó
- Kaufman–Hart: Egyszer az életben... Kammerling
- Franz Schubert–Berté: Három a kislány... Novotny
- Trunkó Barnabás: Vigyázz Nato, jön a magyar!

## Filmjei

### Játékfilmek
- Kicsik-nagyok öröme (1953) – Könyvárus
- Életjel (1954) – Krivász
- Egy pikoló világos (1955)
- A harangok Rómába mentek (1958)
- Kálvária (1960) – Terményátvevő
- Rangon alul (1960) – Jancsi
- Napfény a jégen (1961)
- Jó utat, autóbusz (1961)
- Mindenki ártatlan (1961)
- Az utolsó vacsora (1962)
- Párbeszéd (1963)
- Így jöttem (1964)
- Patyolat akció (1965) – TV riporter
- Büdösvíz (1966) – Gölöncsér Lali
- Fügefalevél (1966) – Katona elvtárs
- Nem szoktam hazudni (1966) – Pincér
- Sok hűség semmiért (1966)
- Jaguár (1967) – Párbajozó
- Tanulmány a nőkről (1967) – Taxisofőr
- Alfa Rómeó és Júlia (1968) – Beteg
- Egri csillagok 1-2. (1968)
- Hazai pálya (1968) – Iványi
- A varázsló (1969) – Felügyelő II.
- Az örökös (1969) – Szakszervezeti titkár
- Imposztorok (1969) – Detektív
- Krebsz, az isten (1969) – Sevcsik
- Történelmi magánügyek (1969) – Anyakönyvvezető III.
- Szép magyar komédia (1970) – Várkapitány
- Csárdáskirálynő (1971)
- Hahó, Öcsi! (1971) – Mérnök
- Nyulak a ruhatárban (1971) – Népművelő
- A magyar ugaron (1972) – Tanár
- Emberrablás magyar módra (1972)
- Fuss, hogy utolérjenek! (1972) – Karnagy
- Lila ákác (1972)
- Utazás Jakabbal (1972) – Főnök
- Jelbeszéd (1974)
- Zongora a levegőben (1976) – Nyomozó
- Kojak Budapesten (1980) – Cipzáros
- Te rongyos élet (1983) – Artúr, a grófék inasa

### Tévéfilmek, televíziós sorozatok
- Rendszáma ismeretlen (1963) – Koltai Péter
- Dáma-hetes-ász… (1964) – Szemjon
- Rembrandt (1965)
- Én, Strasznov Ignác, a szélhámos 1-2. (1966) – Börtönorvos
- Látszat és valóság (1966)
- Róka fogta csuka (1965)
- A nagy kombinátor (1967)
- Egy, kettő, három (1967)
- Reggeli a marsallnál (1967) – A szegény szomszéd
- Társasjáték (1967) – Aranygyapjú
- Az aranykesztyű lovagjai 1-5. (1968)
- Bors (1968) (három epizódban: mint az ellenforradalmárok informátora, mint munkanélküli, majd mint államdetektív)
- Elméletileg kifogástalan házasság (1968)
- Isten óvd a királyt (1968)
- Szomorú Szerelmesek Szanatóriuma (1968)
- A 0416-os szökevény (1969) – Gates őrmester; Gabe
- VII. Olivér (1969) – Wermold gróf rendőrminiszter és ex rendőrminiszter
- A régi nyár (1970) – Hartmann, zálogházi dolgozó
- A revizor (1970) – Bobcsinszkij
- A vörös macska (1970) – Esztéta
- Ha lúd, legyen kövér! (1970)
- Házassági évforduló (1970) – Rendőrszázados
- Pillangó (1970) – Tóby Jenő
- Rumra cserélt feleség (1970)
- Talpig úriasszony (1970) – Mortimer
- Tündér voltam Budapesten (1970)
- A fekete város 1-7. (1971) – Greff, lőcsei szenátor
- Egy óra múlva itt vagyok… (1971) – Pap
- Jó estét nyár, jó estét szerelem (1971) – Közértvezető
- Jövőbéli históriák (1971) – Költő
- Öt férfi komoly szándékkal (1971)
- Remetekan (1971)
- Szerelem a ládában (1971)
- Villa a Lidón (1971) – Bruno, jótékony páter
- A férjek iskolája (1972) – Komiszárius
- Aranyliba (1972) – Heinrich Emil
- Gyilkosság a Maxime utcában (1972)
- Zenés TV Színház (1972-1979)

- Bob herceg (1972)
- Garasos menyasszony (1972) – Brignolet, pég
- Maya (1979)
- Lázadók (1973) – Renner
- Sólyom a sasfészekben 1-4. (1973)
- Szép maszkok (1973)
- Uraim, beszéljenek! (1973) – Pufy
- A bohóc felesége (1974)
- A bolondok grófja (1974) – Balkon, tiszttartó
- Aranyborjú (1974)
- Családi dráma (1974) – Vértes doktor
- Ficzek úr (1974)
- Kaputt (1974) – Finn követ
- Ki vágta fejbe Hudák elvtársat? (1974) – Borbély
- Méz a kés hegyén (1974)
- Utazás a Holdba 1-3. (1974) – Maston
- Valaki (1974) – Ügyvéd
- A bohóc felesége (1975) – Liánó
- Mesélő városok 1-3. (1975-1979)
- Muzsika az éjszakában (1975)
- Rokokó háború (1975)
- Százéves asszony (1975) – Dodek Iván, kerületi anyakönyvvezető
- Tisztesség minden áron (1975) – Albert
- A játszma 1-3. (1976)
- Beszterce ostroma 1-3. (1976) – Pruzsinszky
- Hungária Kávéház (1976) – Fegyverkereskedő
- Második otthonunk (1976-1978)

- A bíróság (1976)
- Az SZTK (1977)
- Házi mulotságok (1978)
- Megtörtént bűnügyek 1-8. (1976) – Háfra József
- Őszi versenyek (1976) – Pap
- A lányom barátnője (1977) – Fekete Géza
- Kalaf és Turandot története (1977) – Truffaldin
- Mákszem Matyi (1977) – Zegernyei cirkuszigazgató
- Operabál 13. (1977) – Őfensége Ferenc Ferdinánd
- A király meztelen (1978) – Tudós
- A váratlan utazás (1978) – Rendőr
- Az elefánt (1978) – Irásszakértő
- Az eltűnt miniatűr (1978)
- Dániel (1978)
- Házikoncert (1978)
- Ítélet előtt – 1. rész: Baleset (1978) – Néző a vetítésen
- Kézről kézre (1978) – Auguste
- Naftalin (1978)
- Saroküzlet (1978)
- A luxusvilla titka (1979)
- Éljen az egyenlőség (1979) – Perlegi
- Ítélet nélkül (1979) – Mihály Kornél
- Szerelem (1980) – Temetkezési vállalkozó
- P. Howard. Írta: Rejtő Jenő (1981) – Mr. Wagner
- Mindenért fizetni kell (1981)
- Mindent vállalunk (1981)
- A kitüntetés (1982) – Boldizsár Gyula
- Alacsony az Ararát (1982) – Állatkereskedő
- Amiről a pesti Broadway mesél (1982)
- Csak semmi politika (1982)
- Glória (1982) – Rimanóczi
- Humorista a mennyországban (1982)
- Tiszta idegbaj (1982)
- Tökéletes házasság (1982)
- A rágalom iskolája (1983) – Sir Oliver Surface
- Buborékok (1983) – Solmay Ignác
- Szeszélyes évszakok (1983-1992)
- Az aranyifjú (1985)[10]
- Kaviár és lencse (1985) – Velluto
- Skatulyácska királykisasszony (1985) – Doboz király
- Zsúfolt vonat (1987)
- Gyuszi ül a fűben (1989)
- A nemzet özvegye (1990)
- Játékosok (1990) – Idősebb Glov
- Új Gálvölgyi Show (1991-1992)
- Frici, a vállalkozó szellem (1993) – Frici
- Ártatlan szélhámosok (1994) – Csuberda Vilmos
- Aranyoskáim (1996)
- Família Kft. VII. (1996-1997) – Éliás bácsi
- TV a város szélén (1998) – Emil bácsi
- 7-es csatorna (1999) – Emil bácsi
- Hotel Szekszárdi (2002) – Férfi egy kakassal

| - Sínek között (1962) - Bűnös a közöny (1968) - Egyszerű kis ügy (1969; tévéfilm) - Kórtünet (1969) - A hódítás iskolája, avagy Don Juan bűnhődése (1970; tévéfilm) – Sganarella - Cézár és Cecília (1972; tévéfilm) – Színész kolléga - Sganarelle, avagy a képzelt szarvak (1972; tévéfilm) – Gombóc - Késő este (1976; tévéfilm) – Első | - Casanova kontra Kékszakáll (1972) – Kappan (hang) - Mézga Aladár különös kalandjai (1972) – További szereplők (hang) - János vitéz (1973) – Francia király (hang) - Kérem a következőt! I. (1973) – Bolha Edvárd (hang) - Mekk Elek, az ezermester (1973) – Nyúl II. (hang) - Pom Pom meséi I. (1978) – Gombóc Artúr (hang) - Vakáción a Mézga család (1978) – Rajcsur, Jagudar segítője (hang) - Hófehér (1983) – Tutegál professzor; Szombat (hang) - Mátyás, az igazságos (1985) – Kolozsvári bíró (hang) - Macskafogó (1986) – Giovanni Gatto (hang) |

## Szinkronszerepei

### Filmek
| Év   | Cím                                                                          | Szereplő                                    | Színész               | Szinkron év |
| ---- | ---------------------------------------------------------------------------- | ------------------------------------------- | --------------------- | ----------- |
| 1933 | Alice Csodaországban                                                         | N/A                                         | N/A                   | 1976        |
| 1942 | Boszorkányt vettem feleségül                                                 | Tökmagárus                                  | N/A                   | 1964        |
| 1942 | Fosztogatók                                                                  | N/A                                         | N/A                   | 1980        |
| 1943 | Akiért a harang szól                                                         | Rafael                                      | Mihail Razumnij       | 1969        |
| 1951 | Az alvajáró Bonifác (1. magyar szinkron)                                     | N/A                                         | N/A                   | 1974        |
| 1954 | Bertoldo, Bertoldino és Cacasenno                                            | Cacasenno                                   | Enrico Luzi           | 1967        |
| 1954 | Csalók és csalik (1. magyar szinkron)                                        | Az őr                                       | Louis de Funès        | 1972        |
| 1954 | Gaucher atya varázsitala                                                     | Apát                                        | Robert Vattier        | 1969        |
| 1956 | A párizsi Notre Dame (1. magyar szinkron)                                    | Pierre Gringoire                            | Robert Hirsch         | 1966        |
| 1956 | Átkozott kölyök                                                              | N/A                                         | N/A                   | 1971        |
| 1957 | Tizenkét dühös ember (2. magyar szinkron)                                    | Második esküdt                              | John Fiedler          | 1965        |
| 1959 | Az elhárított kém                                                            | Arthur Atwood pilóta / Blenkinsop alezredes | Brian Rix             | 1967        |
| 1959 | Babette háborúba megy                                                        | Schulz                                      | Francis Blanche       | 1974        |
| 1959 | Párnacsaták (1. magyar szinkron)                                             | Pierot                                      | Marcel Dalio          | 1969        |
| 1960 | A francia nő és a szerelem                                                   | Marcelou                                    | Francis Blanche       | 1971        |
| 1960 | Aki szelet vet (2. magyar szinkron)                                          | Bankár                                      | George Dunn           | 1973        |
| 1960 | Gyilkosság a 9-es stúdióban                                                  | Jerk Domare                                 | Åke Falck             | 1968        |
| 1961 | A három testőr: A Milady bosszúja (1. magyar szinkron)                       | Planchet                                    | Jean Carmet           | 1976        |
| 1961 | A három testőr: A királyné nyakéke (1. magyar szinkron)                      | Planchet                                    | Jean Carmet           | 1976        |
| 1961 | Az utolsó ítélet                                                             | N/A                                         | N/A                   | 1963        |
| 1962 | A maffia parancsára (1. magyar szinkron)                                     | Képviselő                                   | N/A                   | 1964        |
| 1962 | A nagy kavarodás                                                             | N/A                                         | N/A                   | 1969        |
| 1962 | A Vénusz urai                                                                | Kallas                                      | George Pastell        | 1968        |
| 1962 | Kékszakáll                                                                   | Ügyész                                      | Mario David           | 1980        |
| 1962 | Türelemjáték                                                                 | N/A                                         | N/A                   | 1966        |
| 1963 | A sárga kocsi                                                                | N/A                                         | N/A                   | 1969        |
| 1963 | A törvény balkeze                                                            | Ideges O’Toole                              | Bernard Cribbins      | 1964        |
| 1963 | Férjek                                                                       | N/A                                         | N/A                   | 1964        |
| 1963 | Ne zavarjon, kérem!                                                          | N/A                                         | N/A                   | 1971        |
| 1963 | Szörnyetegek                                                                 | N/A                                         | N/A                   | 1964        |
| 1963 | Sztriptízbár a Sohóban                                                       | Lou Leeman                                  | Warren Mitchell       | 1978        |
| 1964 | Bársonyos bőr                                                                | N/A                                         | N/A                   | 1972        |
| 1964 | Ébredjetek és énekeljetek!                                                   | Sam                                         | Walter Hoor           | 1964        |
| 1964 | Jean-Marc, avagy a házasélet                                                 | N/A                                         | N/A                   | 1972        |
| 1964 | Kemény fickók                                                                | Rossignol, magánnyomozó                     | Michel Serrault       | 1978        |
| 1964 | Limonádé Joe, avagy Koldusopera                                              | Dough Badman                                | Rudolf Deyl           | 1978        |
| 1965 | Az örökség                                                                   | Lesable                                     | Pierre Lafont         | 1968        |
| 1965 | Az ügyfél feje                                                               | N/A                                         | N/A                   | 1975        |
| 1965 | Boeing, Boeing! (1. magyar szinkron)                                         | Pierre                                      | Lomax Study           | 1983        |
| 1965 | Cicababák (1. magyar szinkron)                                               | N/A                                         | N/A                   | 1966        |
| 1965 | Én és a 40 éves férfiak                                                      | Bricaud                                     | Michel Galabru        | 1971        |
| 1965 | Folytassa, cowboy! (1. magyar szinkron)                                      | Nagy rakás                                  | Charles Hawtrey       | 1966        |
| 1965 | Háború és béke – 1. rész: Andrej Bolkonszkij                                 | I. Sándor cár                               | Viktor Murganov       | 1967        |
| 1965 | Sartorius úr házai                                                           | Lickcheese                                  | Alfred Balthoff       | 1969        |
| 1966 | Hogyan kell egymilliót lopni? (2. magyar szinkron)                           | Senor Paravideo                             | Marcel Dalio          | 1982        |
| 1966 | Szüzet a hercegnek!                                                          | N/A                                         | N/A                   | 1976        |
| 1967 | A háromszögletű kalap                                                        | N/A                                         | N/A                   | 1970        |
| 1967 | A tetovált férfi                                                             | N/A                                         | N/A                   | 1969        |
| 1967 | Forró éjszakában                                                             | Ulam                                        | Arthur Malet          | 1971        |
| 1968 | A munka megszállottja                                                        | Mr. Price                                   | David Waller          | 1977        |
| 1968 | Az Angyal – VI/15-16. rész: Az Angyal vérbosszúja 1-2. (1. magyar szinkron)  | James Euston                                | Fulton Mackay         | 1970        |
| 1968 | Berta itt, Berta ott                                                         | N/A                                         | N/A                   | 1979        |
| 1968 | Hétszer hét (1. magyar szinkron)                                             | Fantomképkészítő                            | David Lodge           | 1970        |
| 1968 | Mint a bagoly nappal                                                         | Parrinieddu                                 | Serge Reggiani        | 1968        |
| 1968 | Ölj meg, csak csókolj!                                                       | N/A                                         | N/A                   | 1969        |
| 1968 | Pajzs és kard                                                                | N/A                                         | N/A                   | 1968        |
| 1969 | A jégsziget foglyai                                                          | N/A                                         | N/A                   | 1971        |
| 1969 | A kaktusz virága                                                             | Harvey Greenfield                           | Jack Weston           | 1971        |
| 1969 | Erotissimo                                                                   | Rendőr                                      | N/A                   | 1970        |
| 1969 | Katonák szoknyában                                                           | N/A                                         | N/A                   | 1969        |
| 1969 | Légyfogó                                                                     | N/A                                         | N/A                   | 1970        |
| 1970 | A 22-es csapdája (1. magyar szinkron)                                        | Őrnagy őrnagy                               | Bob Newhart           | 1972        |
| 1970 | Darling Lili (1. magyar szinkron)                                            | Duvalle őrnagy                              | Jacques Marin         | 1980        |
| 1970 | Esténként a kormoránok rikácsolnak a dzsunkák felett                         | Monsieur K., bandavezér                     | Bernard Blier         | 1982        |
| 1970 | Megrázkódtatás                                                               | Bohóc                                       | Anatolij Marcsevszkij | 1975        |
| 1970 | Vizsgálat egy minden gyanú felett álló polgár ügyében                        | Rendőr #1                                   | N/A                   | 1971        |
| 1970 | WUSA (1. magyar szinkron)                                                    | Barna öltönyös férfi                        | N/A                   | 1972        |
| 1971 | A fogoly ítéletre vár                                                        | Ügyvéd                                      | N/A                   | 1973        |
| 1971 | Koma kalandjai                                                               | Cirkuszigazgató                             | N/A                   | 1971        |
| 1971 | Osceola                                                                      | Emathla                                     | Daniel Micsev         | 1972        |
| 1971 | Sacco és Vanzetti                                                            | Ügyész #1                                   | N/A                   | 1972        |
| 1971 | Szent Péter esernyője                                                        | Isaak Münz                                  | Karl Paryla           | 1975        |
| 1971 | Szentivánéji álom                                                            | N/A                                         | N/A                   | 1978        |
| 1971 | Volt egyszer egy zsaru                                                       | Lucas felügyelő                             | Michael Lonsdale      | 1973        |
| 1972 | Bízzanak bennem!                                                             | Léon-Achille / Baratino                     | Michel Roux           | 1975        |
| 1972 | Hatan hetedhét országon át (1. magyar szinkron)                              | N/A                                         | N/A                   | 1973        |
| 1972 | Luxemburg grófja                                                             | Pellegrin                                   | Kurt Sowinetz         | 1975        |
| 1972 | Magas szőke férfi felemás cipőben                                            | Maurice Lefebvre                            | Jean Carmet           | 1974        |
| 1972 | Saint Tropezba költöztünk (1. magyar szinkron)                               | Vierzon, Noël ügyvédje                      | Jean Carmet           | 1974        |
| 1972 | Szalad, szalad a külváros                                                    | N/A                                         | N/A                   | 1974        |
| 1973 | A fekete herceg                                                              | Bijcsuk                                     | Alekszandr Kaljagin   | 1974        |
| 1973 | Barátságos arcot kérek!                                                      | Adam Altmann                                | Herbert Köfer         | 1975        |
| 1973 | Három mogyoró Hamupipőkének (1. magyar szinkron)                             | N/A                                         | N/A                   | 1974        |
| 1973 | Otthon, édes otthon                                                          | Rendőrbiztos                                | Jacques Lippe         | 1975        |
| 1974 | A magas szőke férfi visszatér                                                | Maurice Lefebvre                            | Jean Carmet           | 1977        |
| 1974 | A négy muskétás, avagy a lepel lehull (1. magyar szinkron)                   | Joseph apja                                 | Paul Préboist         | 1977        |
| 1974 | A négy muskétás, avagy majd mi megmutatjuk, bíboros úr! (1. magyar szinkron) | Joseph atya                                 | Paul Préboist         | 1977        |
| 1974 | Antonius és Kleopátra                                                        | N/A                                         | N/A                   | 1977        |
| 1974 | Idegenek között                                                              | Vanyulin                                    | Alekszandr Kaljagin   | 1977        |
| 1974 | Szenzáció! (1. magyar szinkron)                                              | Kruger                                      | Allen Garfield        | 1980        |
| 1975 | Akasztani való bolond nő                                                     | Stéphane Mostri                             | Michael Lonsdale      | 1977        |
| 1975 | Férfiak póráz nélkül                                                         | Righi Niccolò                               | Bernard Blier         | 1978        |
| 1976 | A jónevű senki, avagy a stróman                                              | Pincér                                      | Joey Faye             | 1978        |
| 1976 | Meghívás egy gyilkos vacsorára                                               | Lionel Twain                                | Truman Capote         | 1977        |
| 1976 | Tetthely – 68. rész: Esthajnalcsillag                                        | Gerhard Helm                                | Günter Gräwert        | 1977        |
| 1977 | A faljáró                                                                    | Börtönigazgató                              | Roger Carel           | 1979        |
| 1977 | Etűdök gépzongorára                                                          | Pavel Petrovics Shcherbuk                   | Oleg Tabakov          | 1980        |
| 1978 | Hála tűzön-vízen át                                                          | Czesna                                      | Harry Fuss            | 1983        |
| 1980 | Főúr, tűnés (1. magyar szinkron)                                             | N/A                                         | N/A                   | 1981        |

### Sorozatok
| Év   | Cím                                       | Szereplő                 | Színész             | Szinkron év |
| ---- | ----------------------------------------- | ------------------------ | ------------------- | ----------- |
| 1966 | A négy páncélos és a kutya I.             | Műsorvezető a cirkuszban | Henryk Kluba        | 1968        |
| 1966 | Őrjárat a kozmoszban (1. magyar szinkron) | Dr. Schiller             | Herbert Fleischmann | 1967        |
| 1966 | Utazás Gourmandiában                      | Ménars                   | Alain Franco        | 1968        |
| 1971 | A császár kémje                           | Hammel                   | Roger Carel         | 1975        |
| 1971 | A juharlevél                              | Péan lovag               | Jacques Famery      | 1976        |
| 1971 | Porlepte históriák                        | N/A                      | N/A                 | 1973        |
| 1972 | Parker, a komornyik                       | Josuah Parker            | Dirk Dautzenberg    | 1977        |

### Rajzfilmek
| Év   | Cím                                            | Szereplő          | Szinkronhang      | Szinkron év |
| ---- | ---------------------------------------------- | ----------------- | ----------------- | ----------- |
| 1964 | Hahó! Megjött Maci Laci!                       | Grifter Chizzling | Mel Blanc         | 1982        |
| 1966 | Frédi, a csempész-rendész (1. magyar szinkron) | Ali               | Harvey Korman     | 1978        |
| 1973 | A mesék birodalmában                           | Császár           | N/A               | 1977        |
| 1975 | Hugó, a víziló                                 | Tanító            | Lance Taylor, Sr. | 1975        |
| 1982 | Az idő urai                                    | Tábornok          | Yves Brainville   | 1983        |

### Rajzfilmsorozatok
| Év        | Cím                          | Szereplő             | Szinkronhang | Szinkron év |
| --------- | ---------------------------- | -------------------- | ------------ | ----------- |
| 1963-1965 | Ken, a farkasfiú             | N/A                  | N/A          | 1976        |
| 1960      | Nyegleó (1. magyar szinkron) | Nyegleó (12 részben) | Daws Butler  | 1972        |
| 1970      | Motoregér II.                | Orbán                | Paul Lynde   | 1974        |

## Hangjáték
- Dienes András: Vak Bottyán (1951)
- Mauriac, Francois: Viperafészek (1962)
- Viktor Nyekraszov: Hazatérés (1962)
- Bohdan Drozdowski: Lengyel ballada (1964)
- William Shakespeare: II.Richárd (1964)
- Krlezsa, Miroslav: Areteus (1965)
- Gál István: Pohár a mozsárban (1966)
- Túri András-Magyar Vilma: Prágai János ezredes (1967)
- Csokonai Vitéz Mihály: Karnyóné, vagyis a vénasszony szerelme (1969)
- Horváth Gyula: Az élet nem sláger! (1969)
- Gosztonyi János: A meghajszolt szelíd (1970)
- Kisfaludy Károly: Kérők (1970)
- Kucsajev, Andrej: Vakleszállás (1970)
- Rolland, Romain: Colas Breugnon (1970)
- Boros Lajos-Vámos Miklós: Felfüggesztés (1971)
- Gábor Andor: Dollárpapa (1971)
- Vega, Lope de: A hős falu (1971)
- Plater, Alan: Az a mizé a lépcsőházban (1972)
- Örkény István: Tóték (1973)
- Mándy Iván: Üres osztály (1974)
- Csiky Gergely: Az udvari kalap (1975)
- Jókai Mór: Az új földesúr (1975)
- Török Tamás: Futballfantázia (1975)
- Giles Cooper: Kapdelcica (1978)
- Szigligeti Ede: Liliomfi (1980)
- Liives, Ardi: A sztaniolpapír (1981)
- Mark Twain: Huckleberry Finn kalandjai (1983)

## Könyvei
- Levelek az urológiáról. Budapest, Magvető Könyvkiadó, 1982. ISBN 963-271-687-6
- Életrajz két felvonásban. Budapest, Ifjúsági Lapkiadó, 1987. ISBN 963-422-792-9 (Sugár Róberttel közösen)
- Nyakig a színházban… Szatírák, paródiák, humoreszkek, élcek, gúnyiratok, nekrológok, tanácsok, átkok, kiáltványok, jóslatok, bírálatok, pletykák, utolsó figyelmeztetések; LSI OMAK, Bp., 1990 (Szatirikus színháztörténet) ISBN 963-7935-05-3
- Utolsó figyelmeztetés. A szerző utolsó, eddig kiadatlan írásai. Budapest, Ad Librum, 2009. ISBN 978-963-9888-11-1

## Források

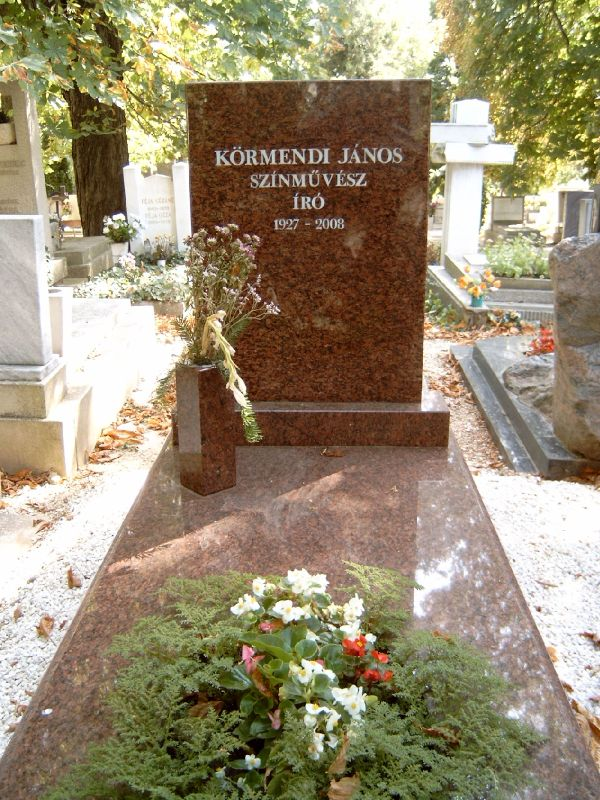
Sírja Budapesten. Farkasréti temető: 25-2-61